# Dove Cameron
Dove Olivia Cameron, vlastním jménem Chloe Celeste Hostermanová (* 15. ledna 1996, Seattle, Washington, Spojené státy americké) je americká herečka a zpěvačka. Proslavila se díky seriálu Liv a Maddie a filmové sérii Následníci.

## Dětství
Dove se narodila v Seattlu, Washington Philipovi Alanu Hostermanovi a Bonnie Wallace. V 8 letech začala hrát ve veřejném divadle. Když jí bylo 14, přestěhovala se do Los Angeles, aby začala hrát profesionálně. Tam navštěvovala Burbanskou střední školu a zpívala v National Championship Show Choir.
Dove má skotské a francouzské předky. Je velmi dobrá ve francouzštině. Byla obětí šikany, počínaje pátou třídou až do konce střední školy. Její otec zemřel v roce 2011, když jí bylo 15 let.

## Kariéra

### Herectví
Od roku 2013 začala Dove hrát dvojitou roli v seriálu Liv a Maddie. První ukázka seriálu se vysílala 19. července 2013 a první díl jsme mohli viděl 5. září 2013. Také se objevila ve filmu Cloud 9 s Lukem Benwardem, který měl premiéru 17. ledna 2014. Dove získala roli ve filmu Barely Lethal. který měl premiéru v roce 2015.
31. července 2015 měl premiéru film Následníci, ve kterém si zahrála roli Mal. Film sledovala v den premiéry na stanici Disney Channel 6,6 milionů diváků a dvě písničky, na kterých se podílela se dostaly do žebříčku Billboard Hot 100. V březnu 2016 vydala cover hudební video k písničce Christiny Aguilery „Genie in a Bottle“. Roli Mal si zopakovala v pokračování filmu Následníci 2, který byl premiérován v roce 2017. V srpnu 2016 byla obsazena do televizního filmu stanice NBC Hairspray Live! jako Amber Von Tussle. V roce 2017 byla obsazena do filmu Já, knedlíček ve kterém si zahrála po boku Jennifer Aniston. Ve stejném roce také získala roli Ruby v seriál Agenti S.H.I.E.L.D. Jako Mal se opět objevila ve filmu Následníci 3,který měl premiéru v roce 2019
V roce 2018 bylo oznámeno, že si zahraje roli Cher v muzikálové adaptaci filmu Praštěná holka z roku 1995. V listopadu 2018 bylo oznámeno, že si zahraje v muzikálu The Light in the Piazza v Londýně po boku Renee Flemingové.
V roce 2021 si zahrála roli Betsy v muzikálovém seriálu Schmigadoon! streamovací služby Apple TV+.

### Hudební kariéra
Její hudební kariéru odstartovalo vydání soundtracku k seriálu Liv a Maddie v roce 2015, na kterém zaznělo několik jejich původních písní. Na začátku září 2015 založila se svým přítelem Ryanem McCartanem kapelu The Girl and the Dreamcatcher V říjnu 2015 vydali svou první píseň „Written in the Stars“. Další píseň s názvem „Glowing in the Dark“ vydali v lednu 2016. V červnu 2016 vydali „Make You Stay“. V červenci 2016 vydali první EP Negatives se šesti skladbami. Později vydala svůj debutový singl ,,If only" ze soundtracku k filmu následníci.

## Osobní život
V roce 2013 začala chodit s hercem a zpěvákem Ryanem McCartanem. V dubnu 2016 oznámili zasnoubení, v říjnu 2016 zasnoubení odvolali. Od roku 2017 chodila s hercem Thomasem Doherty. V prosinci 2020 oznámila přes instagram, že se s Thomasem v říjnu rozešli. Od listopadu 2023 tvoří milostný pár s italským zpěvákem Damianem Davidem.

## Filmografie

### Film
| Rok  | Název                                       | Role         | Poznámka |
| ---- | ------------------------------------------- | ------------ | -------- |
| 2015 | Barely Lethal                               | Liz Larson   |          |
| 2015 | R.L. Stine's Monsterville: Cabinet of Souls | Beth         |          |
| 2018 | Já, knedlíček                               | Bekah Cotter |          |
| 2019 | Angry Birds ve filmu 2                      | Ella (hlas)  |          |

### Televize
| Rok       | Název                                  | Role                                        | Poznámka                                                                      |
| --------- | -------------------------------------- | ------------------------------------------- | ----------------------------------------------------------------------------- |
| 2012      | Shameless                              | Holly Herkimer                              | díly: „A Beautiful Mess“ (2. řada, 4. díl) a „Father's Day“ (2. řada, 5. díl) |
| 2012      | Mentalista                             | Charlotte Anne Jane                         | díl: „Rulík zlomocný“ (5. řada, 2. díl)                                       |
| 2013      | Malibu Country                         | Sienna                                      | díl: „Push Comes to Shove“ (1. řada, 8. díl)                                  |
| 2013–2017 | Liv a Maddie                           | Liv Rooney / Maddie Rooney                  | Hlavní role                                                                   |
| 2014      | Cloud 9                                | Kayla Morgan                                | TV film (Disney Channel)                                                      |
| 2015      | Austin & Ally                          | Bobbie                                      | díl: „Parťaci a podrazy“ (4. řada, 6. díl)                                    |
| 2015      | Následníci                             | Mal                                         | TV film (Disney Channel)                                                      |
| 2015–2017 | Následníci: Kouzelný svět              | Mal (hlas)                                  |                                                                               |
| 2016      | Hairspray Live!                        | Amber Von Tussle                            | Živá produkce (NBC)                                                           |
| 2016      | Ultimate Spider-Man vs. the Sinister 6 | Gwen Stacy / Spider-Gwen, policistka (hlas) | díl: „Return to the Spider-Verse“ Pt.4                                        |
| 2017      | Project Runway                         | Samu sebe/porotce                           | 1 díl                                                                         |
| 2017      | Následníci 2                           | Mal                                         | TV film (Disney Channel)                                                      |
| 2017      | The Lodge                              | Jess                                        | 4 díly                                                                        |
| 2018      | Agenti S.H.I.E.L.D.                    | Ruby Hale                                   | vedlejší role (5. řada)                                                       |
| 2018      | Marvel Rising: Initiation              | Ghost-Spider (hlas)                         |                                                                               |
| 2018      | Angie Tribeca                          | Grace                                       | díl: „Glitch Perfect“                                                         |
| 2018      | Under the Sea: A Descendants Story     | Mal                                         | krátkometrážní televizní film                                                 |
| 2019      | Celebrity Family Feud                  | Samu sebe/soutěžící                         |                                                                               |
| 2019      | Následníci 3                           | Mal                                         | Disney Channel Film                                                           |
| 2019      | Marvel Rising: Chasing Ghosts          | Ghost-Spider (hlas)                         |                                                                               |
| 2021      | Schmigandoon!                          | Betsy                                       |                                                                               |

### Divadlo
| Rok       | Název                   | Role            | Poznámka         |
| --------- | ----------------------- | --------------- | ---------------- |
| 2017      | Mamma Mia!              | Sophie Sheridan | Hollywood Bowl   |
| 2017–2019 | Clueless: The Musical   | Cher Horowitz   | mimo-Broadway    |
| 2019      | The Light in the Piazza | Clara Johnson   | Southbank Centre |

## Diskografie

### EP alba
| Rok  | Název alba | Podrobnosti |
| ---- | ---------- | ----------- |
| 2016 | Negatives  | -           |

### Sólové písně
| Rok  | Název skladby |
| ---- | ------------- |
| 2020 | We Belong     |
| 2022 | Boyfriend     |
| 2022 | Breakfast     |
| 2022 | Bad idea      |
| 2022 | Girl Like Me  |

## Nominace
| Rok  | Ocenění                 | Kategorie                                      | Nominace     | Výsledek  |
| ---- | ----------------------- | ---------------------------------------------- | ------------ | --------- |
| 2014 | Teen Choice Awards 2014 | Nejlepší televizní objev roku – herečka        | Liv a Maddie | nominace  |
| 2015 | Teen Choice Awards 2015 | Nejlepší televizní herečka – komediální seriál | Liv a Maddie | nominace  |
| 2016 | Kids' Choice Awards     | Nejlepší televizní hvězda – seriál pro děti    | Liv a Maddie | nominace  |
| 2016 | Teen Choice Awards 2016 | Nejlepší televizní herečka – komediální seriál | Liv a Maddie | nominace  |
| 2017 | Kids' Choice Awards     | Nejoblíbenější televizní herečka               | Liv a Maddie | nominace  |
| 2018 | Ceny Emmy               | Nejlepší televizní hvězda – seriál pro děti    | Liv a Maddie | vítězství |